# George Tupou Ier
Pour les articles homonymes, voir Georges Ier.
George Tupou Ier (nom de naissance : Taufa'ahau Maeakafaua Ngininginiofolanga, baptisé en 1831 sous le nom de George), né le 4 décembre 1797 à Koloua, sur l'île principale de Tongatapu et mort le 18 février 1893, est le premier roi du royaume des Tonga de la dynastie des Tupou.
À l'origine connu sous le nom de Taufa'ahau, il est le fils de l'un des nombreux chefs de la région et essaie d'étendre son rôle de chef spirituel à la mort de son père en 1820. Lors de son baptême en 1831, il prend ainsi le nom de George et se déclare chef suprême. Il parvient peu à peu à unifier les chefferies en imposant son autorité avec une série de guerres. Après la défaite du dernier chef indépendant en 1852, il devient le chef incontesté de l'ensemble des îles Tonga. Par son sens du dialogue avec les puissances étrangères, notamment l'Espagne, la France et le Royaume-Uni qui avaient mené de nombreuses expéditions en Polynésie, le monarque parvient à éviter la colonisation. Ses voyages en Australie et en Nouvelle-Zélande en 1853, où il rencontre de nombreux mendiants sans terres, lui inspireront la règle constitutionnelle qui interdit la vente des terres tongiennes aux étrangers. Le servage est aboli le 4 juin 1862, date à laquelle est constitué le premier parlement. Le 4 novembre 1875 est promulguée la constitution et les îles Tonga deviennent officiellement une monarchie constitutionnelle. Ce même jour, le roi est couronné dans la capitale. Il meurt en 1893 après une baignade à Nuku`alofa. Ses fils et petits-fils étant déjà décédés, c'est son arrière-petit-fils qui lui succède sous le nom de George II.
Au pouvoir pendant presque 50 ans, il est surnommé Lopa-ukamea (ou Lopa-ʻaione), signifiant câble de fer.

## Naissance et premières années
George Tupou est né sous le nom de Taufa'ahau Maeakafaua Ngininginiofolanga vers 1797 aux Tonga. Le 4 décembre est souvent cité comme son anniversaire et est un jour férié aux Tonga; cependant cette date fait référence au moment où il prit le nom de George Tupou Ier.
Son père était Tupouto'a, destiné à être un futur chef, mais il ne fut pas reconnu comme tel par les hauts chefs de Tongatapu, car il était considéré comme un usurpateur de bas rang de Haʻapai. Sa mère, Hoamofaleono, estimait que sa vie était en danger à Tongatapu, alors elle s'est enfuie avec son fils à Haʻapai, probablement dans l'année suivant sa naissance. Son histoire, ainsi que celle de son fils, est retracée de manière plus fiable sur l'île de Haʻapai.
Sa mère ne se sentait pas en sécurité à Tongatapu alors qu'elle s'apprêtait à donner naissance à un enfant dont le père, Tupouto'a, était le principal adversaire de son clan (Ha'a Havea Lahi). Tupouto'a était à Ha'apai pour tuer Tupounia et 'Ulukalalaafin et venger l'assassinat de son père, Tuku'aho. Tuku'aho était cruel et redouté de tous, y compris des chefs Ha'a Havea Lahi, étant donné de ses actes tels que l'incendie de Fangale'ounga, une colonie Vaini de Ma'afutuku'i'aulahi. Niukapu, un chef, s'est enfui à Ha'apai sous la protection du Ha'atalafale Tu'ipelehake. Ces chefs ont soutenu Tupou Moheofo, installé sous le nom de Tu'i Kanokupolu, à la place du père de Tuku'aho, Mumui. Le châtiment de Tuku'aho sur Ha'a Havea était considéré, malgré le fait que Niukapu ne faisait pas partie du clan, comme une rétrogradation au pouvoir et une démonstration de non-respect des frontières territoriales. Depuis lors, les frères et sœurs et descendants de Tuku'aho ont des sentiments antagonistes envers ceux de Ha'a Havea.

## Avènement de la monarchie

Monogramme du roi George Tupou.

George Tupou a été établi en tant que Tuʻi Haʻapai (chef) avant la mort de son père en 1820. Il a hérité des conflits avec les suzerains de Tongatapu, en particulier avec Laufilitonga, le dernier Tuʻi Tonga, qui a essayé d'étendre son rôle de chef. Le point culminant de cette lutte fut la bataille de Velata en 1826, au cours de laquelle Laufilitonga fut vaincue. Un allié important à cette bataille était le chef de Haʻafeva .
Il était maintenant clair que Tupou était très ambitieux et voulait plus que seulement être chef. Pour l'arrêter, en 1827, les chefs de Tongatapu ont fait de Laufilitonga les Tuʻi Tonga et ont fait de l'oncle de Tāufa Aleamotuʻa un chef légitime, empêchant l'invasion d'une île, car la lutte contre les membres de la famille était considérée comme une honte tongane. Malgré cela, lors de son baptême en 1831, Tupou se déclare roi sous le nom de George.
Sa prochaine conquête résulte de ses relations avec Fīnau ʻUlukālala III, le dirigeant de Vavaʻu. Il poursuit les guerres et devient de plus en plus puissant. En à peine dix années, il parvient à conquérir la totalité des îles des Tonga qu'il place sous son autorité en tant que chef suprême en 1845.

## Règne
En 1852, le dernier chef indépendant, Takai Mo Fa'e, tomba et George devint le chef incontesté de l'ensemble des Tonga. Son règne a vu de nombreux changements dans la politique tongane : il abolit le servage à Vava'u en 1835 et publié le Code Vava'u en 1838 qui sont les premières lois écrites aux Tonga. Cependant, il n'abolirait pas officiellement le servage partout aux Tonga. Il ouvrit le premier parlement jusqu'au 4 juin 1862, qui est toujours un jour férié appelé jour de l'émancipation, aux Tonga.
Il fit de Pangai Ha'apai la première capitale de son royaume en 1845. Il déménagea ensuite la capitale à Nukuʻalofa en 1851 (résida à Lifuka de 1845 à 1851). Le 4 novembre 1875 (également jour férié), la constitution est promulguée et les Tonga deviennent officiellement un royaume. Il prit alors le nom de George Tupou Ier, roi des Tonga. Pour cette raison, 1845 et 1875 sont cités comme le début de son règne.

## Décès et succession
Le roi mourut en 1893 à l'âge de 95 ans, après une baignade près de son palais. Il a été enterré dans le nouveau cimetière royal de Malaʻekula. Ses enfants l'avaient précédé, alors son arrière-petit-fils lui succéda sous le nom de George II. Ce dernier était le petit-fils de Tevita ʻUnga, fils du roi.

## Descendance
Marié à Sālote Lupepauʻu, George Tupou n'eut qu'un seul fils légitime : le prince Vuna Takitakimālohi. Ce dernier, héritier du trône, meurt sans descendance en 1862. C'est donc Tevita ʻUnga, fils illégitime et plus âgé du roi, qui fut intronisé comme prince héritier.